# Pindi (groupe de musique)
 (juillet 2025).
La mise en forme du texte ne suit pas les recommandations de Wikipédia : il faut le « wikifier ».
Les points d'amélioration suivants sont les cas les plus fréquents :
- Les titres sont pré-formatés par le logiciel. Ils ne sont ni en capitales, ni en gras.
- Le texte ne doit pas être écrit en capitales (les noms de famille non plus), ni en gras, ni en italique, ni en « petit »…
- Le gras n'est utilisé que pour surligner le titre de l'article dans l'introduction, une seule fois.
- L'italique est rarement utilisé : mots en langue étrangère, titres d'œuvres, noms de bateaux, etc.
- Les citations ne sont pas en italique mais en corps de texte normal. Elles sont entourées par des guillemets français : « et ».
- Les listes à puces sont à éviter, des paragraphes rédigés étant largement préférés. Les tableaux sont à réserver à la présentation de données structurées (résultats, etc.).
- Les appels de note de bas de page (petits chiffres en exposant, introduits par l'outil «  Source ») sont à placer entre la fin de phrase et le point final[comme ça].
- Les liens internes (vers d'autres articles de Wikipédia) sont à choisir avec parcimonie. Créez des liens vers des articles approfondissant le sujet. Les termes génériques sans rapport avec le sujet sont à éviter, ainsi que les répétitions de liens vers un même terme.
- Les liens externes sont à placer uniquement dans une section « Liens externes », à la fin de l'article. Ces liens sont à choisir avec parcimonie suivant les règles définies. Si un lien sert de source à l'article, son insertion dans le texte est à faire par les notes de bas de page.
- La présentation des références doit suivre les conventions bibliographiques. Il est recommandé d'utiliser les modèles {{Ouvrage}}, {{Chapitre}}, {{Article}}, {{Lien web}} et/ou {{Bibliographie}}. Le mode d'édition visuel peut mettre en forme automatiquement les références.
- Insérer une infobox (cadre d'informations à droite) n'est pas obligatoire pour parachever la mise en page.

Pour une aide détaillée, merci de consulter Aide:Wikification.
Si vous pensez que ces points ont été résolus, vous pouvez retirer ce bandeau et améliorer la mise en forme d'un autre article.
Pour les articles homonymes, voir Pindi.
Pindi est un groupe musical gabonais qui propose des sonorités variées, telles que : la musique moderne d'inspiration traditionnelle, slam, jazz, hip-hop, word music, electronica, spoken word.

## Carrière Professionnelle
Le groupe musical est fondé en 2022 par Kehry Seshetew3, L'Eloquent Grand B et Maitre Engone . Il se compose de plusieurs musiciens notamment:Kehry Seshetew3, L'Eloquent Grand B et Maitre Engone, Kaory Mambo, la Rose Noire et Andrel Ruben. En 2023, il se fait connaitre à l'international lors de la 9éme édition des jeux de la Francophonie qui se sont déroulés à Kinshassa. Durant les jeux, le nom du groupe est associé à celui de Kehry Seshetew3 (groupe). Il lance alors une tournée nationale dans certaines villes du Gabon (Fougamou, Ndendé, Mouila , Tchibanga et Lambaréné), sous le nom de Pindi Bouloungou Tour du 22 au 30 Juillet 2024 .

## Discographie
Le groupe a un spectacle connu sous le nom de Ngwali le chant de la perdrix  qui a joué les titres suivants au café concert de l'Institut français  du Gabon :
- Ghuru ;
- Muendu ;
- L'Appel ;
- Étoile ;
- La peur des ancêtres ;
- Vala ;
- Sindilo ;
- Musiru ;
- Tah Nzambé ;
- Medley ;
- Bokaye.